# Marocolana delamarei
Marocolana delamarei là một loài chân đều trong họ Cirolanidae. Loài này được Boutin miêu tả khoa học năm 1993.